# Jindřichova Ves
Jindřichova Ves (deutsch Heinrichsdorf) ist ein Ortsteil von Kalek in Tschechien. 

## Geographie
Das Dorf liegt etwa 18 Kilometer entfernt von Chomutov auf der leichten Anhöhe Steinberg. Es grenzt direkt an Načetín (Natschung). Jindřichova Ves hat keine Ortsmitte. Zentrum ist die Umgebung um die Kapelle an der Grenze zu Načetín mit einem Forsthaus, einer Gastwirtschaft und einem Kaufladen.

## Geschichte

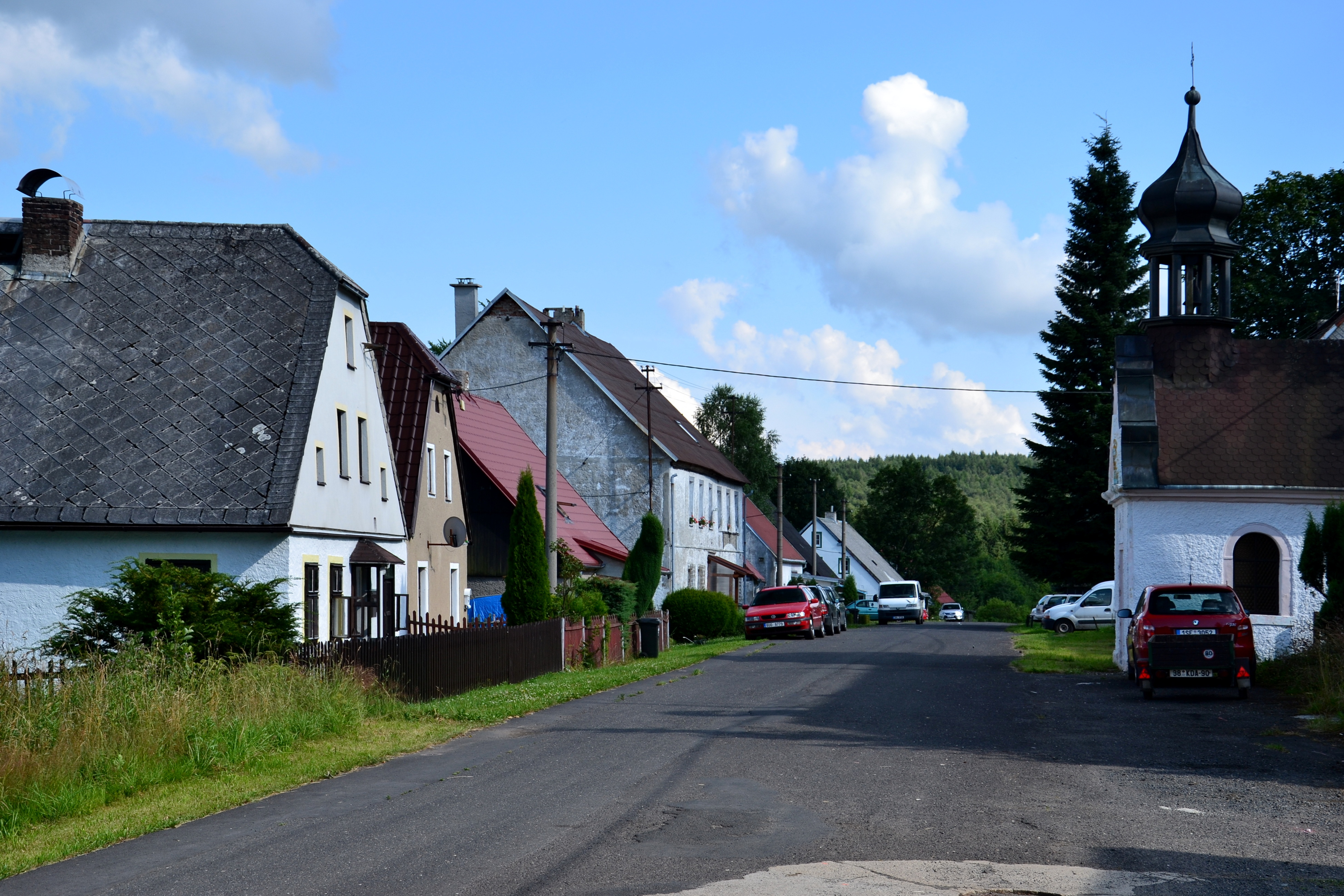
Häuser und Kapelle an der Straße in Jindřichova Ves

Jindřichova Ves gehört zu den jüngsten Orten der Umgebung. Gegründet wurde es 1775 durch den Grafen Heinrich von Rottenhan als Siedlung für Waldarbeiter und Köhler. Den ursprünglichen Namen Heinrichsdorf erhielt sie vom Gründer, einem bedeutenden Unternehmer seiner Zeit. Die ersten Siedler waren nach Überlieferungen meist die Zweitgeborenen der Landwirte aus Märzdorf und Neudorf. Die Köhler kamen aus Hessen. Zwölf Jahre nach der Gründung standen hier schon 26 Häuser; 1846 hatte das Dorf 431 Einwohner. Es waren jetzt Holzarbeiter, Steinbrucharbeiter und Nagelschmiede. Fast jedes zweite Haus hatte eine Werkstatt, in der Nägel vor allem für die Eisenbahn und Schifffahrt hergestellt werden. Eingeführt wurde dieses Gewerbe von Anton Heeg, der nach seinen Wanderjahren im Ausland 1870 eine selbst entwickelte Maschine zu Nagelherstellung baute. Anfang des 20. Jahrhunderts wurde die Produktion meist eingestellt, weil die Nadelfabriken in der Umgebung die handwerkliche Fertigung unrentabel machten. Während des Zweiten Weltkrieges wurden im Ort Lazarette erbaut. Im Restaurant Kosch wurden tschechische Ärzte und Kaufleute arretiert, die mit jüdischen Frauen verheiratet waren und als Zwangsarbeiter im Wald beschäftigt.
Heinrichsdorf gehörte zur Pfarrei Kallich (Kalek). 1892 wurde die kleine Kapelle erbaut. Seit 1960 gehört der Ort auch politisch zu Kalek. Im Jahre 2001 bestand das Dorf aus 20 Häusern, in denen 44 Menschen lebten.

## Ortsgliederung
Jindřichova Ves ist Teil des Katastralbezirkes Načetín u Kalku.

## Sehenswürdigkeiten
Südwestlich des Ortes liegt der Naturpark Novodomské rašeliniště, ein breit sich ausdehnendes Moorgebiet. Die Tiefe des Moores beträgt bis zu 7,5 Meter.

## Entwicklung der Einwohnerzahl
| Jahr | Einwohnerzahl |
| ---- | ------------- |
| 1869 | 506           |
| 1880 | 599           |
| 1890 | 567           |
| 1900 | 583           |
| 1910 | 642           |

| Jahr | Einwohnerzahl |
| ---- | ------------- |
| 1921 | 564           |
| 1930 | 422           |
| 1950 | 102           |
| 1961 | 54            |
| 1970 | 57            |

| Jahr | Einwohnerzahl |
| ---- | ------------- |
| 1980 | 38            |
| 1991 | 17            |
| 2001 | 44            |
| 2011 | 63            |